# Сорока (Карелия)

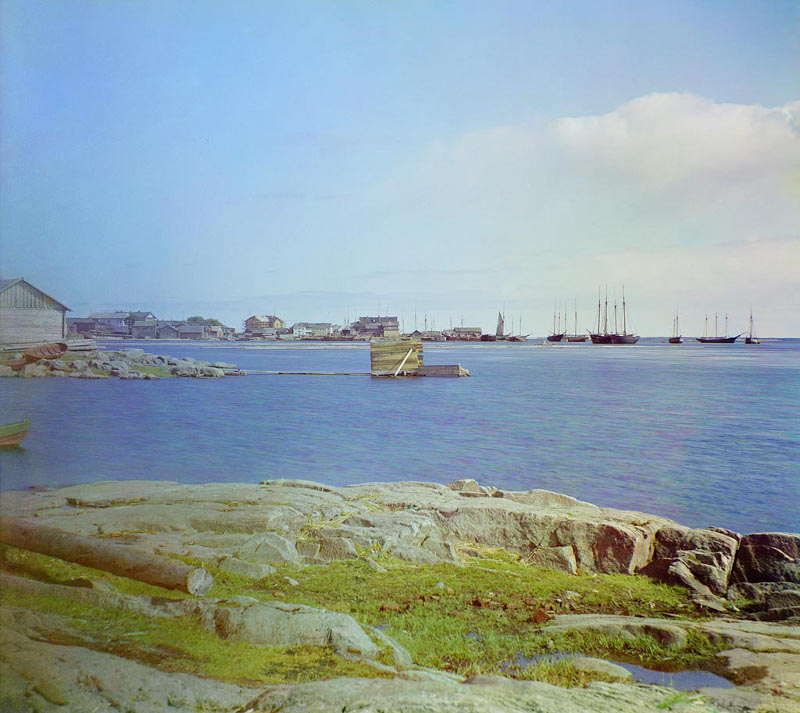
Вид на бухту у села Сороки, 1916, фотография С. М. Прокудина-Горского

Сорока — упразднённое село, вошедшее в 1938 году состав города Беломорска в Республике Карелия Российской Федерации. Историческое поморское село, с 1927 года являлось административным центром Сорокского района Карелии. Историческая застройка Сороки частично сохранилась в центральной части города Беломорска на островах дельты реки Выг.

## География
Сорока располагалась на Поморском берегу Белого моря, в месте впадения в него реки Выг, точнее, на входящем в дельту Выга рукаве Сорока. Выг, при впадении в Белое море распадается на большое количество рукавов, образующих достаточно большое количество островов, на части которых и располагалась Сорока.

## История
В летописях Сорока упоминается с 1419 года.
Сорока была одним из важнейших центров формирования поморского этноса (суб-этноса).
В 1869—1911 годах в Сороке лесопромышленниками Беляевыми были открыты три крупных паровых лесопильных завода.
В 1909 году в селе рядом с первой лесопильной рамой Сорокских заводов был установлен памятник лесопромышленнику и меценату Митрофану Беляеву на котором были выбиты слова: «М. П. Беляев, основатель Сорокских заводов. Родился 10 февраля 1836 г. Основал Сорокские заводы в 1865 г. Воздвигнут памятник признательными служащими и рабочими в 1909 г.». Позднее памятник был снесён
10 сентября 1923 года согласно Декрету ВЦИК О преобразовании села Сороки АКССР было преобразовано в город.
Однако в связи с активным протестом жителей, недовольных преобразованием села в город, в постановлением ВЦИК от 22 ноября 1926 года статус города был снят и Сорока снова стала селом (протокол № 30 заседания адмкомиссии ВЦИК).
В советское время Сорока была объединена с несколькими вновь возникшими близлежащими населёнными пунктами — посёлок лесопильщиков имени В. П. Солунина на правом берегу реки Выг, посёлок водников Беломоро-Балтийского канала и посёлок железнодорожников станции Сорокская. Указом Верховного Совета РСФСР от 11 сентября 1938 года указанные населённые пункты были объединены в одно поселение, которому был придан статус города и присвоено имя Беломорск.

## Этимология
Согласно наиболее распространённой версии, как и почти все географические названия Поморья и вообще Европейского севера России, топоним Сорока имеет финно-угорское происхождение. Название села произошло от названия реки Сорока (рукава Выга), на котором оно расположено — на финском и карельском языках оно звучит как Саари-йоки (фин. saarijoki), то есть река островов (фин. saari = остров, фин. joki = река). Также выдвигались версии славянского происхождения названия. Первые русские поселенцы, восприняв название Саари-йоки на слух и не зная истинного значения, отождествили его со сходными по звучанию и понятными им словами. По одной версии, русское название села было связано с числительным сорок — согласно ей, в своё время село якобы располагалось на сорока островах, которые соединялись друг с другом сорока мостами. Достоверность данной версии сомнительна в силу несоответствия устройству дельты Выга, образующей около 12 островов. По другой версии, русское название села было связано с названием птицы сорока.

## В культуре и искусстве
Действие второй части романа К. А. Федина «Похищение Европы» разворачивается в селе Сорока и близлежащих рабочих поселках. Писатель рисует красочную картину лесосплава в эпоху Индустриализации на Русском Севере

## Известные уроженцы, жители
- Гвоздарев, Иван Яковлевич (1812—1851) — промышленник, мореход, исследователь Арктики.
- 10 января 1938 года по необоснованному обвинению в контрреволюционной деятельности, решением Особой тройки НКВД Карельской АССР, был расстрелян священник Сорокской церкви Василий Иванович Мелентьев (1873—1938)[4].